# Crofton (Nebraska)
Crofton es una ciudad ubicada en el condado de Knox en el estado estadounidense de Nebraska. En el Censo de 2010 tenía una población de 726 habitantes y una densidad poblacional de 437,98 personas por km².

## Geografía
Crofton se encuentra ubicada en las coordenadas 42°43′54″N 97°29′55″O / 42.73167, -97.49861. Según la Oficina del Censo de los Estados Unidos, Crofton tiene una superficie total de 1.66 km², de la cual 1.66 km² corresponden a tierra firme y (0%) 0 km² es agua.

## Demografía
Según el censo de 2010, había 726 personas residiendo en Crofton. La densidad de población era de 437,98 hab./km². De los 726 habitantes, Crofton estaba compuesto por el 98.35% blancos, el 0% eran afroamericanos, el 0.96% eran amerindios, el 0.14% eran asiáticos, el 0% eran isleños del Pacífico, el 0.28% eran de otras razas y el 0.28% pertenecían a dos o más razas. Del total de la población el 0.83% eran hispanos o latinos de cualquier raza.